# Мерийон, Жан-Мари
Жан-Мари Мерийон (фр. Jean-Marie Mérillon; 22 февраля 1926 года Танжере, во французском Марокко в семье дипломата — 19 февраля 2013) — видный французский карьерный дипломат, Чрезвычайный и Полномочный Посол Франции в CCCP с 1989 года по 1991 год. Выпускник Национальной школы администрации при премьер-министре Франции, выпуск имени Европы (1951 год).

## Биография

### Учёба
- Лицей Гуро в Рабате, французское Марокко
- Курсы Гатмер в Милане, Италия
- Лицей Жансон-де-Сайи в Париже
- Диплом Свободной школы политических наук
- 1949 год—1951 год — учёба в Национальной школе администрации, выпуск имени Европы (1951).

### Дипломатическая карьера
- В 1951 году начал дипломатическую карьеру: после окончания ЭНА получил дипломатический ранг секретаря иностранных дел в МИДе Франции.
- 1951 год — 1957 год — работа в центральном аппарате МИДа Франции: в политическом департаменте, в кабинете (рабочем аппарате) государственного секретаря, в кабинете (рабочем аппарате) министра. Участвует в важнейших международных переговорах того времени: Четырёхсторонней конференции по статусу Берлина в 1954 году, Женевской конференции по Дальнему Востоку (Индокитаю) в 1954 году, Четырёхсторонней Женевской конференции на уровне глав правительств и министров иностранных дел в 1955 году.
- 1957 — 1963 год — первый секретарь посольства Франции а Риме, в Италии, член рабочей группы французской делегации на международных переговорах 1962 года в Эвьяне по урегулированию ситуации в Алжире
- 1963 — 1968 год — работа в центральном аппарате: заместитель директора Департамента Африки МИДа Франции,
- 1968 — 1973 год — Чрезвычайный и полномочный Посол Франции в Аммане, Иордания
- 1973 — 1975 год — Чрезвычайный и полномочный Посол Франции в Сайгоне, во Вьетнаме, на завершающем этапе войны во Вьетнаме вплоть до падения Сайгона[1]
- 1975 — 1977 год — Чрезвычайный и полномочный Посол Франции в Афинах, Греция, после возвращения страны к демократической форме правления по окончании военной диктатуры чёрных полковников
- 1977 — 1979 год — работа в центральном аппарате: Директор политического департамента МИДа Франции,
- 1979 — 1981 год — Чрезвычайный и полномочный Посол — Верховный представитель Франции в Алжире[2][3]
- 1982 — 1984 год — Чрезвычайный и полномочный Посол Франции, Постоянный представитель Франции при НАТО в Брюсселе [4]
- 1985 — 1989 год — Чрезвычайный и полномочный Посол Франции в Берне, Швейцария
- 1989 год — 1991 год — Чрезвычайный и Полномочный Посол Франции в CCCP
- 1 февраля 1991 года — на заседании совета министров Франции декретом президента республики по представлению министра иностранных дел возведен в особое личное достоинство Посла Франции (пожизненно) [5]
- В 1991 году закончил профессиональную дипломатическую карьеру.

### Иная деятельность
- До 1995 года — администратор банка " Crédit Lyonnais (Suisse) SA ", в Женеве[6]

## Почётные звания и награды
- Офицер ордена Почётного легиона
- Офицер ордена «За заслуги» (Франция)

## Семья
Жан-Мари Мерийон женился 11 октября 1961 года в Риме на Жаклине Плашэр (фр.  Jacqueline Plasschaaert).
У них в 1968 году в Париже родился сын Пьер.